# Batalla del Gránico
La batalla del Gránico fue la primera en la que el rey macedonio Alejandro Magno se enfrentó y derrotó a los persas durante su famosa campaña de conquista del Imperio Aqueménida. La batalla tuvo lugar en el noroeste de la actual Turquía, cerca del emplazamiento de Troya sobre un río conocido como el Gránico. Allí, un ejército bajo el mando combinado de los sátrapas persas de Asia Menor, que contaba con numerosos mercenarios griegos, fue derrotado por Alejandro.
La batalla se dio cuando Alejandro cruzó el río Gránico con su ejército bajo un intenso ataque por parte de las fuerzas imperiales persas se encontraban en el banco opuesto del río, las cuales trataron sin éxito de prevenir el cruce de los griegos. Al final, a pesar de que los persas se encontraban en una posición defensiva excelente tras un caudaloso río de bancos empinados, los griegos no solo lograron cruzar sino que neutralizaron o destruyeron a la mayor parte del ejército persa mientras que la mayoría de sus comandantes murieron.
Fue la primera batalla a gran escala entre Alejandro y el Imperio aqueménida y la victoria le permitió a Alejandro asegurarse firmemente una cabeza de playa en el territorio persa de Asia Menor, provocó que los persas perdieran de un solo golpe varias satrapías (provincias) y animó a la mayoría de las colonias griegas en Asia Menor (que eran increíblemente numerosas) a renunciar a su lealtad a los persas y unirse a Alejandro, apoyándolo con hombres y suministros.

## Antecedentes históricos

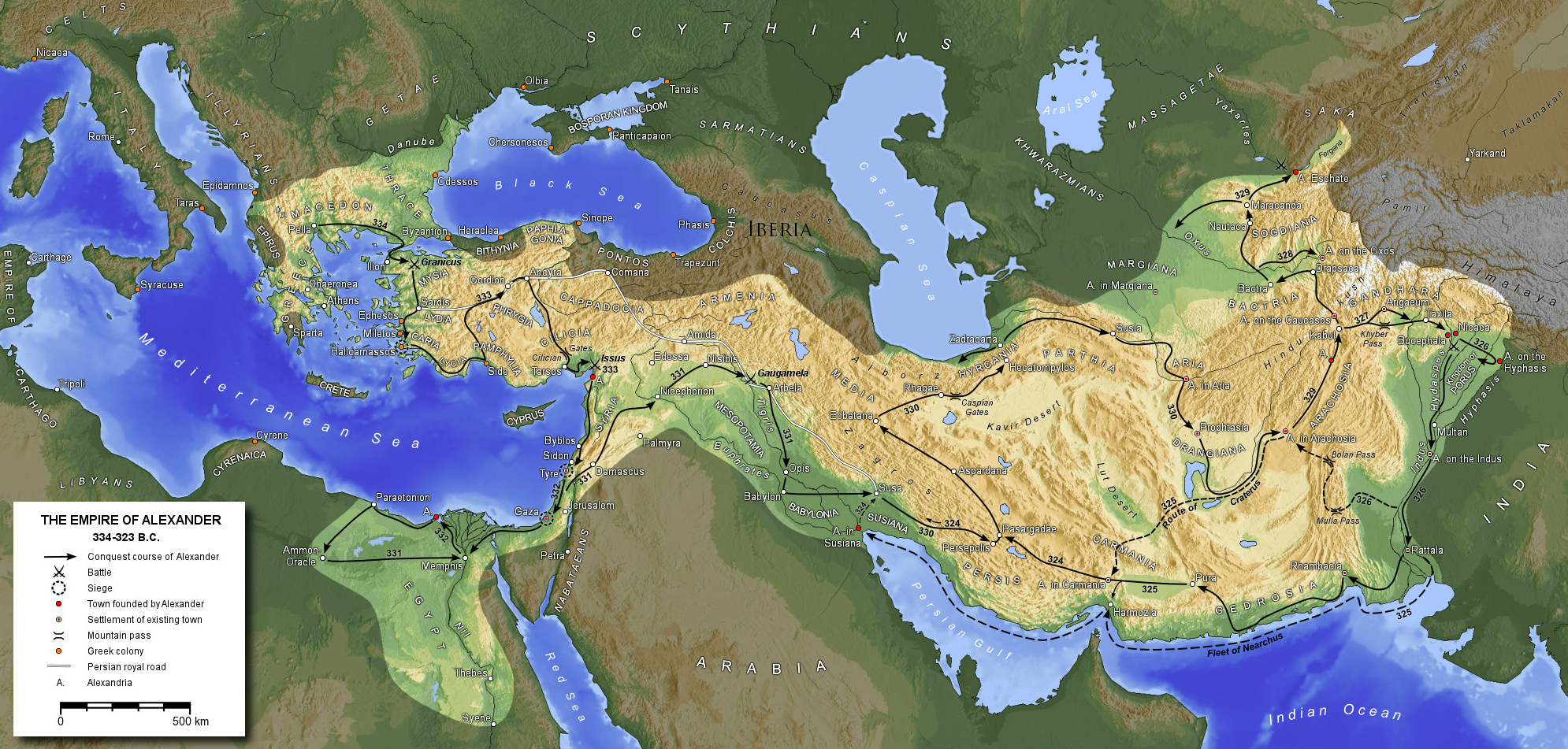
Extensión del imperio de Alejandro Magno

Las guerras greco-persas fueron una serie de conflictos militares entre los años de 499 a. C. y 449 a. C. entre el Imperio aqueménida (la más grande y poderosa potencia del mundo en su época, centrada en Mesopotamia) y las ciudades-estado griegas que no eran más que una colección de pequeñas naciones ubicadas en la actual Grecia y la costa de Asia Menor, cada una de las cuales era independiente. Notablemente, la colección de pequeñas ciudades independientes griegas repelieron a la superpotencia de su época y finalmente llegarían a conquistarlo.
Estos conflictos comenzaron cuando Aristágoras, el derrocado tirano de la ciudad-estado griega de Mileto, lanzó una campaña militar con apoyo persa para tratar de recuperar su trono, comenzando con la conquista de la isla de Naxos en una batalla conocida como el sitio de Naxos el cual fracasó. Tras esto, Aristágoras incitó una rebelión masiva de todos los griegos viviendo en Asia Menor (que era una posesión persa) lo cual dio lugar a la revuelta jónica. Esta revuelta eventualmente arrastró a todos los estados de Grecia a un conflicto abierto con el Imperio persa, orillando a los griegos a poner de lado sus rivalidades tras lo cual se aliaron tras lo cual el Imperio persa intentó invadir y conquistar Grecia en 492 a. C. con resultados mixtos y después cuando Persia intentó invadir de nuevo Grecia en 480 a. C. lo que terminó con una decisiva victoria griega y aseguro la independencia griega por siempre. Esto terminó las operaciones de guerra masivas pero no terminó con el conflicto que siguió con baja intensidad hasta 449 a. C.
Pero en 359 a. C. un rey llamado Filipo II llegó al trono de una atrasada y pobre nación griega conocida como Macedonia; Filipo sin embargo demostró ser un líder capaz, eficiente, astuto y un genio militar; muy pronto Filipo ya había comenzado la expansión de Macedonia transformándolo en el estado más poderoso de Grecia. Filipo unió a la mayoría de los estados y reinos griegos en una alianza llamada la Liga de Corinto de la cual el era líder, comandante en jefe y hegemón. Su propósito era lanzar una invasión del mismo Imperio persa pero antes de esto se dio una rebelión por parte de una alianza de dos ciudades griegas: Atenas y Tebas; Filipo no podía lanzar una expedición a miles de kilómetros de su hogar dejando atrás un alzamiento armado por lo que antes hubo de combatirla con la ayuda de su hijo y sucesor Alejandro Magno en la que sería su primera batalla; las ciudades rebeldes serían aplastadas y regresaron a la alianza antipersa. Sin embargo, Filipo murió dos años después, antes de poder lanzar su campaña, y su hijo Alejandro se encargó de realizarla.

### La situación en el Imperio aqueménida
En el momento, el Imperio aqueménida se encontraba en crisis debido a la repentina e inesperada muerte del emperador Artajerjes III en el año 338 a. C, quien según algunos escritos, había muerto envenenado por Bagoas, un eunuco que servía como visir. De acuerdo a esta versión, Bagoas envenenó al emperador y a gran parte de la familia real, y luego instauró a uno de los hijos de Artajerjes III como nuevo emperador: Artajerjes IV Arsés, pensando que sería fácilmente manipulable debido a su corta edad. Contrario a sus expectativas, Arsés intentó resistir su influencia, y Bagoas finalmente decidió envenenarlo y suplantarlo con un familiar lejano, esperando poder influir sobre él: Darío III. Sin embargo, Darío III resultó ser más independiente de lo esperado y en venganza por la muerte de sus familiares asesinó a Bagoas.
No obstante, el caos de la sucesión real animó a la satrapía de Egipto (estratégicamente la más importante y también la más rica) a proclamar su independencia; mientras tanto, el Imperio persa no tenía ejércitos de tamaño considerable en Egipto, el Levante o Asia Menor. Adicionalmente, la flota persa había sido retirada del mar Egeo para bloquear los puertos egipcios, lo que dejó desprotegida dicha región; permitiendo a los griegos transportar un ejército por mar al Imperio persa en Asia Menor.

### La primera expedición macedonia
La inestable situación persa animó a Filipo II a enviar un cuerpo expedicionario dirigido por Parmenio y asistido por Átalo, con el propósito de funcionar como una invasión preliminar que establecería puestos de avanzada y conquistaría los puertos persas más importantes para que el resto del ejército macedonio pudiese desembarcar sin peligro.
Sin embargo, Filipo II fue asesinado en octubre del año 336 a. C. y fue sucedido por su hijo Alejandro Magno que de inmediato tuvo que ir a los Balcanes para aplastar una rebelión que había surgido ahí aprovechando la muerte de Filipo. Esto distrajo a los macedonios de la campaña persa y le dio tiempo a Darío III de organizar una contraofensiva que expulso a los macedonios de Asia Menor y también sometió a la satrapía rebelde de Egipto.

## Preludio
Una vez asegurada la situación en Grecia, Alejandro abandona Macedonia con su ejército. El objetivo era continuar los planes de su padre y atacar el Imperio aqueménida. Cruza el Helesponto en el 334 a. C., avanzando por la carretera hacia Dascilio, capital de la satrapía de Frigia.
En respuesta a la invasión, los sátrapas de las regiones de Asia Menor que estaban siendo atacadas sostuvieron un consejo de guerra en Zelea, a unos 45 kilómetros del Gránico.
A pesar de que los servicios de inteligencia del imperio persa sabían que los griegos los invadirían desde que zarparon de Grecia, Darío y sus oficiales no consideraron que la amenaza fuese importante: Normalmente, el emperador hubiera designado a un general de alto rango para dirigir la defensa del imperio y lo hubiera enviado con un ejército grande; sin embargo, en este caso, Darío dejó que sus sátrapas se encargaran de responder a la invasión como mejor les pareciese dado que no sabía de las habilidades militares de Alejandro o de su ejército y el Imperio persa era una nación docenas de veces más grande que el Reino de Macedonia y con una población aun mayor. Estas fueron las causas de que Darío subestimara a Alejandro en un inicio.

### Estrategia persa
Desafortunadamente para los persas, tantos generales eran incapaces de ponerse de acuerdo en un único plan, rechazando la sagaz táctica de Memnón, de quemar los campos de trigo y retirarse después, dejando sólo tierra estéril a su paso. Sin embargo, a los gobernadores persas y al pueblo persa naturalmente no les gustaba la idea de arrasar sus propias tierras y destruir sus propiedades.
En resumen, básicamente existían dos cursos de acción a tomar en la estrategia de los sátrapas persas contra el invasor macedónico: un ataque directo y concreto o la retirada con táctica de campo arrasado. Los persas, elegirían entonces la primera.
Estudiando la situación, identificaron como uno de los mayores puntos débiles del ejército invasor que este se encontraba focalizado en su cadena de suministros. El ejército de Alejandro, en el momento de pisar suelo asiático, contaba con provisiones para un lapso de tiempo de 30 días a lo mucho. Si bien la racionalización de alimentos por parte del ejército macedónico era una práctica bastante bien ejercitada desde los tiempos de Filipo II, las enormes distancias y las dificultades logísticas implicaban un serio riesgo para las tropas de Alejandro. Más aún si consideramos que la supremacía naval era enteramente persa, mientras que la pequeña flota de Alejandro se centraba enteramente en la porción de navíos atenienses de dudosa fidelidad.
Esta estrategia era la apoyada por el general griego al servicio persa Memnón el rodio, quien era a la sazón estratega general de todos los mercenarios griegos al servicio del Imperio aqueménida y un experimentado general. Su objetivo era evitar choques directos con el ejército macedónico y en lugar de eso evacuar todas las áreas por donde el ejército macedonio transitaría, destruyendo todas las edificaciones que le pudiesen servir de refugio, destruyendo todos los sembradíos para no dejarles ningún suministro y destruir los caminos o vías de comunicación para entorpecer su progreso. Esta estrategia se conoce como la estrategia de tierra quemada.
Con esto, tras continuas marchas sobre un terreno hostil, yermo, y arrasado, donde el aprovisionamiento sería escaso o nulo; el ejército macedonio sería desgastado poco a poco y no lograría nada; se adueñarían de regiones despobladas y estériles. De esta manera se podrían causar enormes bajas al ejército macedonio sin una sola batalla y sin perder un solo soldado persa y, una vez debilitado el ejército macedónico, se procedería a atacarlo con el ejército persa que estaría intacto y después cortar las líneas de comunicación marítima con Macedonia, y aniquilar al invasor.
Esta estrategia tenía sentido en términos militares y es muy probable que hubiera obligado a Alejandro a retroceder del territorio persa ya que su completa estrategia consistía en confrontar al ejército imperial aqueménida y derrotarlo decisivamente cuantas veces fuese posible, al mismo tiempo viviendo de los suministros y recursos que le proporcionase la región.
Los sátrapas, dirigidos por el sátrapa de Frigia helespóntica, Arsites, rechazaron tajantemente esta propuesta que hubiera requerido la destrucción de sus propios dominios y fuentes de riqueza; ya que, como ya se mencionó, la táctica de tierra arrasada incluía la quema de los campos cosechados, destrucción de los almacenes de alimentos y el traslado de la población útil; adicionalmente, esta estrategia también tenía la desventaja de que causaría descontento entre la población que se vería obligada a abandonar sus hogares y destruir sus propiedades y además la estrategia tendría un impacto negativo considerable sobre la moral del ejército persa que se limitaría a vigilar de lejos al ejército macedonio retrocediendo continuamente y evitando batalla. Además, los generales persas consideraban más honorable combatir a Alejandro frente a frente y también confiaban en que su ejército, el ejército de la superpotencia más poderosa del mundo en el momento, podría aplastar a Alejandro. Más aún, los generales persas desconfiaban de Menmón por varias razones: pensaban que deseaba alargar el conflicto para seguir siendo contratado por más tiempo, dudaban de su lealtad ya que lo consideraban un extranjero y él mismo era griego y su lealtad a Persia se basaba solo en dinero y, más aún, cuando Alejandro conquistó el puerto de Abydos, dejó la gran hacienda y otras propiedades de Memnón intactas, lo que dio pie a rumores de que había algún tipo de colusión entre ambos.
Adicionalmente a esto, el mismo Darío favorecía un ataque directo contra los invasores, ya que los subestimo al grado de considerar que su ejército imperial podría aplastarlos en batalla sin necesidad de estrategias brillantes o tácticas complejas.
Con esto, después de este consejo de guerra el ejército persa se formó a la orilla del río Gránico y esperó el ataque macedonio; la posición que escogieron los persas detrás de un caudaloso río de bancos empinados era en teoría una posición estratégica excelente y muy fuerte, y los persas confiaban en que este obstacúlo natural haría imposible un cruce.

### Estrategia macedonia del choque decisivo
Consistente en buscar la ocasión de plantar batalla que definiera en forma contundente la guerra, eliminando el peligro invasor del ejército de Alejandro. La ventaja principal radicaba en que demandaba una extensión de tiempo limitado, abaratando la manutención de un ejército (soldados propios y mercenarios). Esto era lo que primordialmente quería Alejandro, una batalla rápida que le permitiera obtener botín suficiente para extender las provisiones necesarias para la prosecución de la campaña punitiva griega contra el imperio persa.
Alejandro se enteró por medio de sus exploradores que los persas se encontraban ya formados en posiciones de batalla del otro lado del río Gránico y Alejandro marchó de inmediato para allá. A su llegada, Alejandro se encuentra con los sátrapas (gobernadores) locales, al mando de un ejército reunido apresuradamente, cuyo grueso se basa en la caballería ligera. Los persas, además, cuentan con un afamado líder mercenario: Memnón de Rodas.
La situación se dibujaba complicada para las huestes macedónicas, dada la configuración del terreno y en especial el curso del río Gránico que discurría entre ambos ejércitos. El problema principal era como cruzar el curso de agua sin quedar indefensos: Parmenio estimaba que el ejército no podría cruzar el río en sus formaciones de batalla con su amplio frente y que para cruzar debería formarse en columnas; si se hacía esto, obviamente estarían totalmente expuestos durante el cruce y serían completamente incapaces de defenderse. Parmenio sugirió mejor que el ejército macedonio acampara en su orilla del río y que cruzaran al amanecer cuando los persas estarían durmiendo y desprevenidos por lo que podrían llevar a cabo un cruce sin resistencia. Pero Alejandro rechazó sus sugerencias y optó por atacar de inmediato para exaltar la valentía y confianza de sus tropas y a la vez intimidar a sus adversarios.
Un último problema se dio cuando las tropas griegas se sintieron dudosas en pelear en esas fechas: En esos tiempos la superstición era algo casi universal y la batalla se dio en el mes de mayo que, en el antiguo calendario macedonio hubiera sido el mes de Daisios y la costumbre macedonia era evitar combates durante este mes; Alejandro soluciono esto declarando oficialmente que en ese año el mes de Daisios no existiría y sería reemplazado por una extensión del mes anterior, llamado Artemision, durante el cual no existían restricciones de ningún tipo.

## Orden de batalla

### Fuerzas macedonias
El ejército macedonio estaba compuesto primariamente de fuerzas de infantería, dividida en pesada y ligera: la infantería pesada tenía 12 000 elementos que incluían a los pezhetairoi (los tipos de unidades básicas de la falange macedónica) y a un pequeño grupo de infantería pesada de élite conocidos como los hipaspistas. La infantería ligera estaba compuesta por 1000 efectivos y contenía arqueros y un grupo de escaramuzeros de élite conocidos como los agrianos que se especializaban en el uso de la jabalina.
La caballería macedonia estaba igualmente compuesta de unidades pesadas y ligeras: la caballería pesada estaba compuesta de 1800 caballeros de élite conocidos como Los Acompañantes o Hetairoi, más 1800 unidades de caballería Tesalia y 600 caballeros pesados de la alianza griega. La caballería ligera estaba compuesta de 900 elementos, incluyendo escaramuzeros a caballo conocidos como los Prodromoi, caballería ligera de Peonia y caballería ligera de Tracia y frente a ellos había otros 250.
Alejandro también tenía infantería de mercenarios y otras unidades de aliados griegos, pero estos no participarían en esta batalla dado que Alejandro los dejó atrás en labores de retaguardia porque desconfiaba de ellos y, dado que ellos mismos eran mercenarios griegos, temía que rehusaran pelear contra los mercenarios griegos al servicio persa.
En total, Alejandro tenía 12 000 elementos de infantería pesada, 1000 de infantería ligera y 5100 unidades de caballería de todos tipos; para un total de 18 100 hombres.

#### Disposiciones macedonias
Alejandro primero ordenó a su almirante Hegelochus que posicionara a 500 soldados de infantería ligera y lanceros a caballo esparcidos a lo largo de todo el frente de sus tropas para que taparan y escondieran los movimientos de su ejército.
Alejandro posicionó a 7 de sus 8 escuadrones de caballería de Acompañantes (1600 en total) en el ala derecha de su ejército y al frente de los Acompañantes puso una unidad de 500 arqueros y otra de 500 agrianos dirigidos por Atalo. Filotas fue puesto a cargo de todos estos contingentes. 
A la izquierda del ala derecha compuesta de Acompañantes se posicionaron a 3 unidades de caballería ligera: una de 450 caballeros de Peonia, otra de 450 de Prodromoi y al frente de estas dos se colocó a la octava unidad de Acompañantes de 250 elementos; estas tres unidades estaban dirigidas por un general llamado Amintas con otro llamado Sócrates de Macedonia como su segundo al mando. Alejandro se encontraba en el ala derecha personalmente.
Al lado de estas unidades estaba el centro, compuesto de infantería en la forma de 3000 hipaspistas y luego una falange de 9000 elementos con una profundidad de 16 filas.
Al lado de estos se encontraba el ala izquierda que comenzaba con 900 caballeros tracios, seguidos de 600 caballeros griegos y por último 1800 caballeros de Tesalia.

### Fuerzas persas
Existe debate en cuanto al verdadero número de fuerzas empleados por los persas en esta batalla, sobre todo debido a la muy común costumbre de historiadores antiguos de exagerar el número de enemigos de los ganadores para que sus victorias se vean más impresionantes.
Diodoro Sículo, por ejemplo, habla de 100 000 soldados de infantería y otros 100 000 de caballería; mientras que Justino exagera aún más y habla de 600 000 persas. Estas cifras son absurdamente fantásticas ya que hubiera sido imposible reunir a dicho contingente, entrenarlo, equipar a tal fuerza, transporarlos y alimentarlos; e incluso hoy sería poco menos que imposible, con tecnología como aviones de carga, camiones, buques cargueros o trenes. Por tanto, se acepta que las cifras más precisas y fidedignas son sin duda las de Arriano, aunque no por eso son tampoco necesariamente exactas y casi seguramente contienen exageraciones menores en los números de la caballería y también se estima que la infantería no estaba totalmente compuesta de mercenarios como él lo aseguraba.
Tomando esto en cuenta, se ha calculado que los persas tenían una fuerza de caballería (su arma principal) de entre 10 000 y 20 000 elementos, aunque generalmente se acepta la cifra de 20 000 como la más precisa.

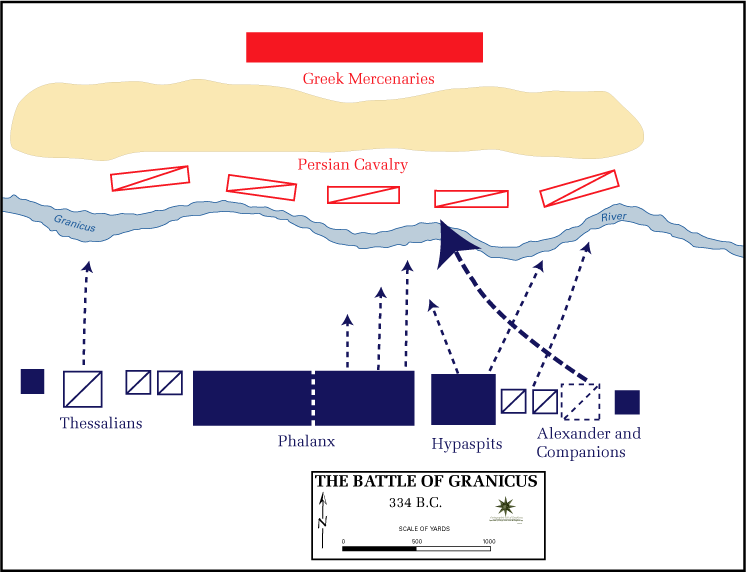
Disposición de los ejércitos para la batalla.

Adicionalmnete, también contaba con 20 000 elementos de infantería, de los cuales una cuarta parte (o a lo mucho una mitad) eran mercenarios griegos.

#### Disposiciones persas
Los persas acomodaron su caballería a lo largo de todo el Gránico, dando la cara a los macedonios; su flanco izquierdo era comandado por Memnón y Arsames, junto a ellos se encontraba Arsites con caballería de Paflagonia, luego Espitrídates con caballería de Hircania, luego unidades de etnicidades mixtas y por último estaba el flanco derecho compuesto de 1000 caballeros de Media, 2000 caballeros de etnicidades mixtas y al final otra unidad de 2000 caballeros de Bactria.
En el último momento, los persas movieron unidades a su flanco izquierdo para reforzarlo cuando se dieron cuenta de que Alejandro se encontraba dirigiendo la batalla de este lado.

## La batalla
El inicio de la batalla fue precedido por unos instantes de silencio profundo por parte de ambas partes; este momento fue roto cuando Alejandro montó su caballo y les ordenó a sus soldados impresionarlo con actos de valor y audacia.
Cabe recordar que como ambos ejércitos tenían un amplio río de por medio con bancos lodosos y empinados, las caballerías serían esencialmente inútiles como tal y tendrían que pelear como infantería, que es exactamente lo que sucedió. 
Pero ahora, la caballería de ambos no podría lanzar cargas ni utilizar su movilidad para flanquear al enemigo, lo cual era especialmente problemático para los persas que esencialmente trajeron al frente de batalla solo caballería y su estrategia entera estaba basada en la superioridad de su supuesta caballería; más aún, la infantería que los persas si trajeron fue desplegada en líneas interiores; explicado de forma más detallada, la infantería es mejor usada para crear una pared sólida e impenetrable en el frente que detenga al enemigo mientras la caballería es mejor utilizada desplegada a cierta distancia para que tengan tiempo de correr y acumular suficiente velocidad y energía cinética para aplastar a las formaciones enemigas: aquí en cambio los persas pusieron a su caballería lo más adelante posible para sostener el frente y a su infantería la dejaron atrás, cambiando los papeles de ambos.
Esta decisión persa de escoger dicho campo de batalla cruzado por un enorme río de lodosos y empinados bancos cuando su ejército estaba casi completamente compuesto de caballería ha sido debatido hasta nuestros días porque, en términos militares, no tiene mucho o nada de sentido; la única explicación que se ha ofrecido es que en el consejo de guerra sostenido antes de la batalla, Memnón había criticado las habilidades del ejército persa comparado con aquellas de los griegos y como los demás persas presentes eran nobles y los nobles componían la totatilad de la caballería, entonces esta extraña disposición persa había estado basada más en el deseo de desmentir a Memnón y curar su orgullo herido, era, en otras palabras, una decisión basada en emoción y no en lógica.
Amintas y sus tres unidades de caballería, ubicadas en el flanco derecho macedonio dirigido por Alejandro, fueron enviadas en un ataque oblicuo contra la caballería persa de Memnón frente a ellos. Pero mientras los macedonios cruzaban el río y trataban de escalar los empinados y lodosos bancos recibieron una enorme lluvia de jabalinas persas que causó enormes bajas, y cuando la caballería macedonia por fin empezaba a salir del río, la caballería persa bajó a la orilla del río para atacarlos; este ataque persa empezó a atraer poco a poco a algunas unidades de caballería persa partes circundantes, lo cual empezó a dejar pequeños agujeros en las líneas persas. Amintas y sus hombres resistían el ataque persa pero fueron empujados poco a poco hacia la mitad del río.
En este punto, Alejandro y su caballería de Acompañantes se lanzó hacia adelante en una serie de formaciones de cuña para apoyar a Amintas y atacaron a los persas desde su flanco; esta carga desbarato las líneas persas que empezaron a retroceder; Alejandro luchó tan furiosamente que él y varios de sus acompañantes rompieron sus lanzas después de usarlas con tanta fuerza. En un intento de salvar la situación, el sátrapa persa Arsames atacó a Alejandro y a sus Acompañantes con su propia caballería pero los macedonios se impusieron y los derrotaron. Tras esto, los griegos lograron derrotar a los persas y conquistar el lado persa del río.

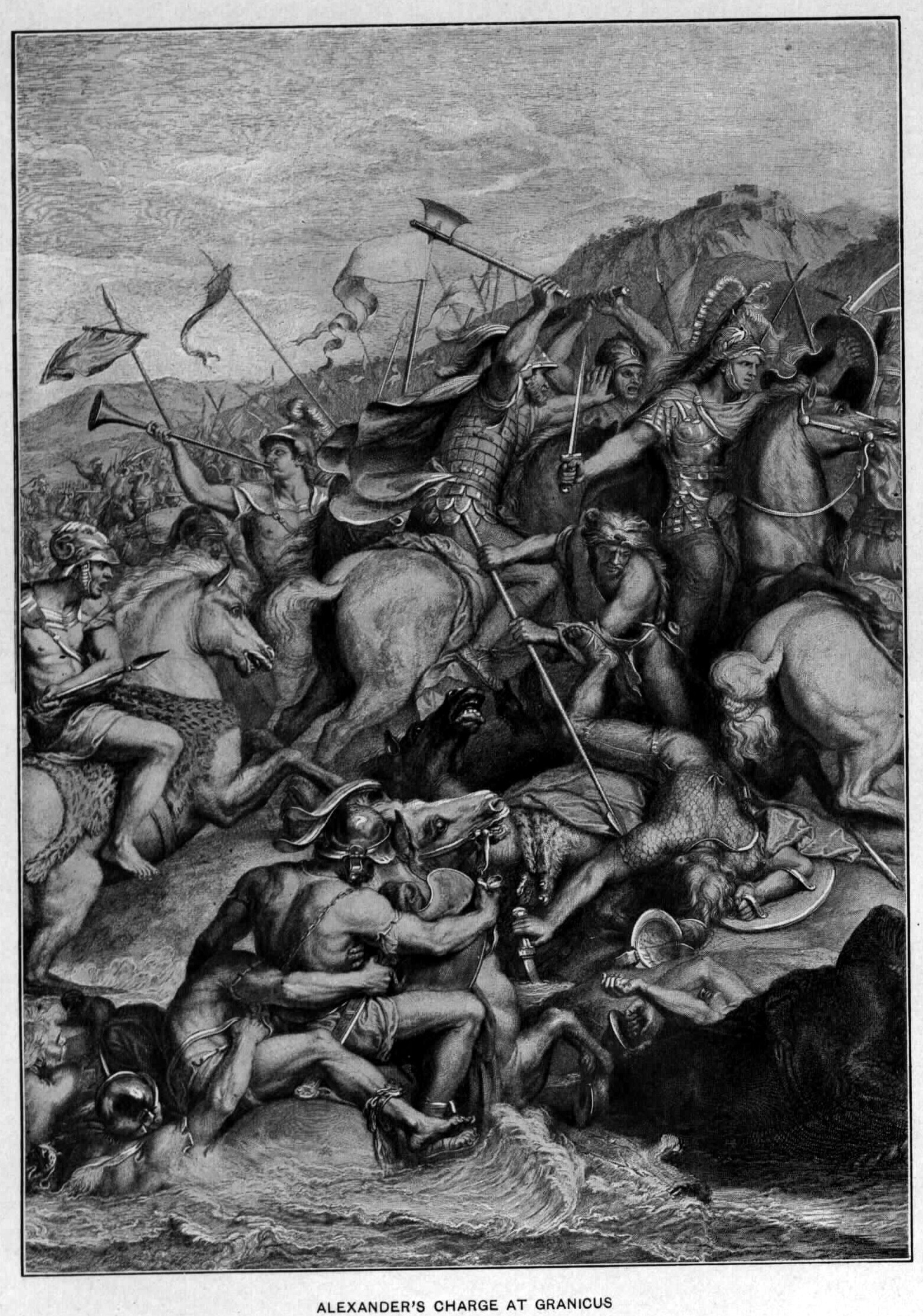
Clito el Negro le salva la vida a Alejandro.

Al ver los alarmantes avances macedonios, Mitrídates, el yerno de Darío III, se puso al frente de una fuerza de caballería de 40 nobles persas formados en cuña con él en la punta y atacó a los Acompañantes macedonios; Alejandro vio esto y lanzó a sus acompañantes contra Mitrídates poniéndose él mismo al frente: cuando ambas fuerzas hicieron contacto y lucharon, Mitrídates arrojo su lanza a Alejandro penetrando su escudo y su coraza pero hiriéndolo solo ligeramente; pero Alejandro hizo lo mismo y arrojo su lanza a Mitrídates, enterrándosela en el rostro y matándole. Tras esto, el noble persa Resaces (hermano de Espitrídates, sátrapa de Lidia y Jonia) golpeo a Alejandro con su espada en la cabeza con tanta fuerza que un pedazo del casco de Alejandro se rompió, lo cual dejó a Alejandro aturdido por unos segundos, tras lo cual Alejandro le atravesó su coraza con su lanza y lo mató. Espitrídates, viendo la muerte de su hermano, atacó a Alejandro por detrás y estaba a punto de atravesarlo con su espada cuando el macedonio Clito el Negro le cercenó a Espitrídates el brazo al nivel del hombro con el que sostenía su espada.
Los agrianos y arqueros pronto se lanzaron a apoyar a los macedonios del ala derecha que peleaba con Alejandro y los atacaron, finalmente obligando a los persas de esa área a huir.
Los hipaspistas lograron cruzar el río sin interferencia y atacaron a la caballería persa del centro de las líneas persas. Al mismo tiempo, el centro de la línea macedonia que estaba compuesta enteramente de la falange, avanzó y cruzó el Gránico y empezó a atacar al centro persa al mismo tiempo que los hipaspistas también los atacaban; más aún, al mismo tiempo, Alejandro y el ala derecha macedonia derrotaba a los persas de aquel lado que ya habían comenzado a huir y dieron la media vuelta y atacaron al centro persa desde el flanco y desde su retaguardia. Bajo esta presión combinada de los hipaspistas, la falange y la caballería macedonia, el centro persa se empezó a derrumbar y poco después estaba en plena retirada.
En este punto, el ala izquierda macedonia (el ala opuesta a la que comandaba Alejandro y que había comenzado el ataque) fue atacada por los cuerpos bactrios y medios de los persas, pero resistieron sin gran dificultad el ataque y no paso mucho tiempo antes de que los macedonios empezaran a hacer retroceder a los persas quienes, al oír de la derrota del centro y del ala izquierda de su ejército, huyeron.

Desarrollo de la batalla.

En lugar de perseguir a los persas huyendo, Alejandro ordenó a sus fuerzas buscar y rodear a los mercenarios griegos al servicio persa que no habían participado en la batalla porque los persas los habían dejado en reserva.
Después de ser rodeados los mercenarios se rindieron y arrojaron sus armas al suelo; sin embargo, Alejandro y sus hombres los consideraban traidores así que todos fueron masacrados de inmediato. Otros 2,000 mercenarios griegos que también fueron capturados vieron sus vidas perdonadas pero fueron enviados a Grecia a trabajar como esclavos en minas por el resto de sus vidas.
Plutarco recuenta que la mayoría de las bajas sufridas por los macedonios en la batalla del Gránico se dio durante la masacre de los mercenarios porque estos pelearon con la desesperación de hombres condenados que también estaban familiarizados con el modo de lucha griego de los macedonios y que incluso Alejandro perdió el caballo que montaba durante la masacre cuando un mercenario griego le enterró su espada entre las costillas.

## Resultado
La batalla del Gránico fue aquella en la que Alejandro estuvo más próximo a la muerte, pero también le anunció a los persas que el ejército macedonio era una fuerza a tener en cuenta que necesitaría los esfuerzos concertados de toda su nación y no sería tan solo un problema local. Los efectos inmediatos de la batalla fueron la liberación de las ciudades griegas de Jonia y Asia Menor, y se estableció una cabeza de playa para futuras campañas contra el Imperio persa.
La batalla también posibilitó la captura del botín existente en las fortalezas persas del norte de Asia Menor, aliviando la cadena de suministros. El reaprovisionamiento de la fuerza expedicionaria griega se consolidó.
Al finalizar esta batalla se inicia un cambio en la estrategia de guerra de los dos contendientes.
Del lado macedónico, se reconocía la fragilidad de la situación en caso de un levantamiento de las ciudades griegas (en especial de Esparta y Atenas) apoyadas por el oro persa, como había ocurrido en décadas pasadas en la historia griega. El control marítimo que poseía el imperio persa era indesafiable, por la cantidad de navíos y las tripulaciones experimentadas de Fenicia y Siria. Reconociendo esta situación, Alejandro procedió a ejecutar una estrategia de tierra seca, yendo a conquistar las ciudades costeras de Jonia y Asia Menor, quitándole la posibilidad de reaprovisionamiento a la flota persa, intentado así disminuir su margen de maniobrabilidad.
Por el lado del Imperio persa, este perdió a gran parte de sus sátrapas y nobles, incluyendo al comandante persa de la batalla, Arsites, que tras el desastre prefirió suicidarse a enfrentar la ira de Darío; los que sobrevivieron quedaron severamente desacreditados. Todo esto solo ayudó a consolidar el liderazgo de Memnón el rodio que quedó consolidado ante Darío y la corte imperial persa. Experimentado y conocedor de los macedonios, procede a evitar todo choque en batalla campal en tierra a la vez que alista a la flota persa para colocarla en operaciones. Intenta recapturar a las ciudades griegas jonias que se habían unido al libertador macedónico instaurando tiranos locales apoyados por los persas. Esta estrategia de guerra se continuaría por un lapso corto de tiempo, ya que la prematura muerte del comandante persa Memnón durante el asedio de la ciudad de Mitilene en la isla de Lesbos, resultó en un retraso de su estrategia, junto a las medidas tomadas por Alejandro Magno, que a la postre llevaría a la próxima gran batalla de Issos antes de producirse la intervención armada en Grecia, donde de todas formas Antipatro controlaba hábilmente la difícil situación.